# Daniel Bethlehem
Sir Daniel Lincoln Bethlehem KCMG, QC (* 16. Juni 1960 in London) ist ein britischer Jurist, der als Anwalt im Bereich des internationalen Rechts tätig ist. Er vertrat sowohl sein Heimatland als auch für eine Reihe anderer Staaten vor verschiedenen internationalen Gerichten und fungierte von 2006 bis 2011 als leitender Rechtsberater im britischen Außenministerium.

## Leben
Daniel Bethlehem wurde 1960 in London geboren und wuchs in Südafrika auf, wo er 1981 ein Studium im Bereich Politikwissenschaften und Internationale Beziehungen an der Witwatersrand-Universität in Johannesburg mit einem B.A. abschloss. Nach der Rückkehr in sein Heimatland studierte er außerdem Rechtswissenschaften und erlangte 1985 einen LL.B.-Abschluss an der Bristol University sowie 1990 einen LL.M.-Abschluss am Queens’ College der University of Cambridge.
Nachdem er zunächst mehrere Jahre für eine Investmentbank tätig gewesen war, erhielt er 1988 seine Zulassung als Barrister. Von 1990 bis 2006 wirkte er, bis 1992 zunächst bei der Kanzlei Forrester Norall & Sutton in Brüssel und anschließend in privater Praxis in seiner Heimatstadt, als Anwalt mit Spezialisierung im Bereich des internationalen Rechts. Während dieser Zeit vertrat er sein Heimatland mehrfach vor dem Internationalen Gerichtshof, dem Europäischen Gerichtshof und dem Internationalen Seegerichtshof. Darüber hinaus trat er unter anderem für Malaysia, Belgien und Israel vor dem Internationalen Gerichtshof sowie für die Türkei vor dem Europäischen Gerichtshof für Menschenrechte und für die USA vor dem Iran-United States Claims Tribunal auf.
Daniel Bethlehem lehrte außerdem von 1992 bis 1998 Völkerrecht an der London School of Economics and Political Science. Anschließend wirkte er von 1998 bis 2003 als stellvertretender Direktor sowie von 2003 bis 2006 als Direktor des Lauterpacht Research Centre for International Law der University of Cambridge, an der er während dieser Zeit Fellow des College Clare Hall war.
Von 2006 bis 2011 fungierte er als leitender Rechtsberater (Principal Legal Adviser) im Rang eines Generaldirektors im britischen Außenministerium. Seit seinem Ausscheiden aus dem Ministerium ist er wieder in privater Praxis tätig. Darüber hinaus ist er Gründungsdirektor des Beratungsunternehmens Legal Policy International. Die Tageszeitung The Times zählte ihn in den Jahren 2008 und 2009 in ihrer „Times Law 100“-Liste zu den 100 einflussreichsten britischen Juristen.

## Auszeichnungen
Daniel Bethlehem wurde 2003 zum Queen’s Counsel und sieben Jahre später zum Knight Commander des Order of St. Michael and St. George ernannt. Darüber hinaus ist er Bencher (berufenes Seniormitglied) der englischen Anwaltskammer Middle Temple.

## Werke (Auswahl)
- The Kuwait Crisis: Sanctions and their Economic Consequences. Zwei Bände. Cambridge 1991
- The Yugoslav Crisis in International Law: General Issues. Cambridge und New York 1997 (als Mitherausgeber)
- Reihe International Environmental Law Reports (als Mitherausgeber):
  - Early Decisions. Cambridge 1999
  - Trade and Environment. Cambridge 2001
  - Human Rights and Environment. Cambridge 2001
  - International Environmental Law in National Courts. Cambridge 2004
  - International Environmental Law in International Tribunals. Cambridge 2007
- The Oxford Handbook of International Trade Law. Oxford und New York 2009 (als Mitherausgeber)